# 早期警戒のパラドックス
早期警戒のパラドックス（英: paradox of warning）は、正確に予測（早期警戒）するほど予測がむしろ実現しなくなるパラドックスである。

## 概要
A・Bの2者が互いの行動から意図を読み取りながら競争する環境を考える。まずAは意図 a を持ちそれに基づいた準備行動をする。しかしBは早期警戒によりその行動を捉え意図 a を見抜き先手を打って対応策を敷く。そこでAはその対応策を早期警戒で検知しより有効な計画へと予定を変更する（意図 a → a'）。結果としてBの早期警戒が得ていた「Aの意図は a である」という予測は実現しない。つまり最初の時点では正しかった早期警戒情報がそれに基づいた行動の連鎖によってむしろ実現しなくなるパラドックスが起きている。
早期警戒のパラドックスでは予言の自己成就と似た仕組みで逆の作用が起きていると言える。すなわち予測/早期警戒/予言に対するリアクションの連鎖がその成就へ影響を及ぼしている。意思決定に用いられる予測自体が最終的な結果を変えてしまうことはインテリジェンスの分野でよく知られている。
このパラドックスを知らずに「予測がいつも外れる」と解釈してしまうとオオカミ少年効果により予測への対応を怠ってしまい、その結果、怠った途端に予測が実現してしまう。